# 大明忠
大 明忠（だい めいちゅう）は、渤海の第9代王。僖王大言義の弟。
兄王が病没すると、即位して太始と改元した。しかし間もなく病死し、高王大祚栄の家系はここに断絶することとなった。王位は高王の弟大野勃の子孫である大仁秀によって継承されることとなった。